# Stazione di Boccia al Mauro
Stazione di Boccia al Mauro vasútállomás Olaszországban, Terzigno településen.

## Vasútvonalak
Az állomást az alábbi vasútvonalak érintik:
- Cancello-Torre Annunziata-vasútvonal

## Kapcsolódó állomások
A vasútállomáshoz az alábbi állomások vannak a legközelebb:
- Stazione di Terzigno
- Stazione di Boscoreale